# 共和国血脉
《共和国血脉》是2019年首播的中国大陆电视剧，由万盛华执导，王聪、蒋方婷、任程伟、陈锐等主演。2019年6月12日在央视一套播出。